# SS Principessa Jolanda (1907)
O SS Principessa Jolanda foi um navio de passageiros italiano encomendado pela Navigazione Generale Italiana e construído pela Cantiere Navale di Riva Trigoso. Com 9 210 toneladas e 141 metros de comprimento, foi o maior navio de passageiros a ser construído na Itália na época. Construído a um custo de 6 milhões de liras, o Principessa Jolanda também foi considerado o primeiro grande transatlântico de luxo italiano. Foi uma das primeiras embarcações a ser equipada com o sistema de telegrafia sem fio da Marconi, iluminação elétrica e telefones em todas as cabines.
Às 12h25m de 22 de setembro de 1907, o quase concluído Principessa Jolanda foi lançado ao mar diante de um grande público de curiosos, funcionários do governo e jornalistas estrangeiros. Após deslizar pela rampa de lançamento, a embarcação tornou-se instável e adernou bruscamente para o lado. Os rebocadores e trabalhadores do estaleiro agiram rapidamente, acionando as âncoras a estibordo a fim de neutralizar o movimento, mas não obtiveram sucesso. Após 20 minutos, a acentuada inclinação da embarcação permitiu a entrada de água por meio de aberturas nos conveses superiores. O capitão, seus convidados e os trabalhadores a bordo tiveram tempo suficiente para realizar uma evacuação de emergência nos botes salva-vidas.
Embora a embarcação fosse nova, foi considerada como perda total e seus destroços foram desmontados ainda no local. Seus motores foram recuperados e utilizados em outro navio, o SS Milazzo.
No momento do lançamento do Principessa Jolanda, a construção de seu navio irmão Principessa Mafalda estava em estágio avançado e
com a maior parte de sua estrutura concluída. Após o incidente, o Mafalda foi lançado em 1908 com grande parte de sua superestrutura desinstalada a fim de evitar o mesmo desastre. O lançamento da embarcação foi bem sucedido e o Mafalda foi comissionado em março de 1909, onde se tornou o navio-almirante da NGI e também serviu como um alojamento de oficiais durante a Primeira Guerra Mundial. Em 1927, o Mafalda naufragou em outro desastre próximo da costa brasileira.

## Causas do incidente
Após investigações, os técnicos do estaleiro concluíram que o lançamento do Jolanda com todos os equipamentos e móveis já instalados resultou em um centro de gravidade muito alto. Assim que a embarcação começou a adernar, a grande quantidade de móveis a bordo aumentou a inclinação, um típico efeito de superfície livre envolvendo objetos sólidos em oposição aos líquidos mais comuns. Enquanto o navio adernava, a água entrava pelas escotilhas e outras aberturas na superestrutura. Estes e outros erros, como lançar o navio em uma velocidade acima do ideal, causaram a instabilidade fatal que levou ao desastre.
Também foi teorizado que a mudança abrupta no eixo de rotação transversal durante a descida do navio pela longa rampa de lançamento fez com que a proa se pressionasse contra a própria rampa quando a popa atingiu a água. Isto pode ter causado uma rachadura em algum lugar da quilha, contribuindo para a entrada de água no casco. Independentemente da causa exata, foi determinado que a causa do incidente se devia a erros técnicos do estaleiro durante o lançamento e não no projeto ou construção da embarcação..